# Claudio Peverani
Claudio Peverani (* 7. Mai 1964 in San Marino) ist ein ehemaliger san-marinesischer Fußballspieler und heutiger Spielerberater.

## Karriere

### Verein
Peverani begann seine Fußballlaufbahn auf Vereinsebene beim italienischen Verein AC Cesena. Anschließend wechselte er zu Riccione Calcio und danach nach San Marino zu San Marino Calcio. In San Marino blieb er dann auch und spielte für die SS Cosmos, bevor er bis 1986 bei Savignanese unter Vertrag stand. Nach seiner Station anschließend beim AC Bellaria Igea Marina wechselte er im Sommer 1987 zum AC Juvenes/Dogana, wo er drei Jahre verblieb. Seine Karriere beendete er anschließend bei SP Tre Fiori.

### Nationalmannschaft
Peverani debütierte am 28. März 1986 im ersten Länderspiel San Marinos gegen die Auswahl Kanadas für die san-marinesische A-Nationalmannschaft, als man 0:1 verlor. Erst 1994 bis 1996 bestritt er weitere fünf Länderspiele im Rahmen von WM- und EM-Qualifikationen, in denen er immer eingewechselt wurde.

## Nach der  aktiven Karriere
Nach seinem Karriereende mit 33 Jahren arbeitete er zunächst als Sportdirektor beim AC Juvenes/Dogana. Später erhielt Peverani seine FIFA-Lizenz zum Spieleragenten und arbeitete fünf Jahre lang bei der FIFA für P&P, einer italienischen Beraterfirma. Als Spieleragent entdeckte und förderte er Spieler wie Carlo Cudicini, Emiliano Moretti, Papa Waigo, Adrián Ricchiuti und Nico Pulzetti.